# Helena Hirata
Pour les articles homonymes, voir Hirata.
Helena Hirata (Japon, 1946) est une philosophe brésilienne née au Japon, spécialiste de la sociologie du travail et du genre, et professeure à l'université de Paris VIII.
Elle est l'auteure de plusieurs livres et articles sur le féminisme, la maternité et la division sexuelle du travail. Son livre Critical Dictionary of Feminism est édité dans plusieurs pays.

## Biographie
Fille du député João Sussumu Hirata, Helena Hirata est née au Japon en 1946, mais en 1952 sa famille retourne au Brésil, où elle grandit.
Alors qu'elle est étudiante en philosophie à l’université de São Paulo, elle est arrêtée en 1968 lors du congrès de l'UNE ("l'Union nationale des étudiants", une organisation du mouvement étudiant brésilien à portée non partisane et nationale) à Ibiúna : un fait qui l'éloigne de son père, à l'époque affilié à Arena. Persécutée pour ses opinions politiques de gauche, elle s’exile à Paris au début des années 1970. Grâce à sa propre biographie, elle réalise en France une étude comparative du comportement des entreprises japonaises et françaises établies au Brésil, qui met en évidence des similitudes et des différences dans le comportement des entreprises par rapport à la législation et au marché du travail.

### Formation
Helena Hirata est titulaire d'un diplôme en philosophie de l'Université de São Paulo (1969), et d'un doctorat en sociologie politique de l'Université de Paris VIII (1979). Elle obtient l'habilitation à diriger des recherches (HDR) (1997), équivalant à un poste de professeur titulaire, à l'Université de Versailles – Saint-Quentin-en-Yvelines.
Elle est directrice de recherche émérite au CNRS (Centre National de la Recherche Scientifique) au sein du laboratoire CRESPPA - équipe GTM (Genre, Travail, Mobilités) associée aux Universités Paris 8-Saint-Denis et Paris 10-Nanterre.
Ses recherches portent sur la sociologie du travail et du genre.

## Pensée
Helena Hirata affirme que seule une répartition plus équitable des tâches domestiques peut rapprocher les femmes des centres de décision. Selon elle, malgré les progrès de la situation des femmes, le pouvoir est toujours entre les mains des hommes. Elle affirme que les femmes continuent à recevoir des salaires inférieurs à ceux des hommes et que le fait que les femmes effectuent un travail domestique non rémunéré, c'est-à-dire une série de tâches gratuites à la maison par amour pour la famille, signifie qu'elles ne sont pas valorisées dans leur profession.

## Controverse
Le 18 janvier 2020, il est révélé que Helena Hirata reçoit une pension de 16 800 réaux brésiliens par mois, versée par la Chambre des députés du Brésil (Camara dos Deputados), parce qu'elle est la fille célibataire d'un ancien parlementaire. Le privilège est prévu par une loi de 1958, qui prévoit la pension des filles d'anciens parlementaires et d'anciens militaires, à condition qu'elles restent célibataires et n'exercent pas de fonction publique permanente,.

## Œuvres publiées
- (pt) H. Hirata, N. A. Guimaraes, Cuidado e cuidadoras. As várias faces do trabalho do care, São Paulo, ATLAS, 2012, 1re éd., 248 p.
- (pt) H. Hirata, N. A. Guimaraes, K. Sugita, Trabalho flexível, empregos precários? Uma comparação Brasil, França, Japão, São Paulo, EDUSP, 2010, 1re éd., 344 p.
- H. Hirata, D. Kergoat, J. Falquet, B. Labari, T.-N.-L. Feuvre, F. Sow, Le sexe de la mondialisation, Paris, Presses de Sciences Politiques, 2010, 1re éd., 278 p.
- H. Hirata, X. Dunezat, J. Heinen, R. Pfefferkorn, Travail et rapports sociaux de sexe. Rencontres autour de Danièle Kergoat, Paris, L'Harmattan, 2010, 1re éd., 277 p.
- (pt) H. Hirata, Dicionario Critico do Feminismo, São Paulo, Ed UNESP, 2009, 1re éd., 342 p.
- (pt) H. Hirata, L. Segnini, Organização, trabalho e gênero, São Paulo, Ed SENAC, 2008, 1re éd., 360 p.
- (pt) H. Hirata, A.O. Costa, B. Sorj, C. Bruschini, Mercado de trabalho e gênero. Comparações internacionais, Rio de Janeiro, Ed FGV, 2008, 1re éd., 420 p.
- H. Hirata, M. Maruani, M. Lombardi, Marché du travail et du genre. Regards croisés. France Europe-Amérique Latine, Paris, La Découverte, 2008, 1re éd., 278 p.
- (en) H. Hirata, D. Demazière, The Unemployed and Unemployment in an International Perspective. Comparative Studies of Japan, France and Brazil, Tokyo, Institut des sciences sociales (ISS) de l'Université de Tokyo, 2006, 1re éd., 200 p.
- (pt) H. Hirata, N. A. Guimaraes, Desemprego: trajetórias, identidades e mobilização, São Paulo, Ed SENAC, 2006, 1re éd., 320 p.
- (pt) H. Hirata, M. Maruani, Novas fronteiras da desigualdade: homens e mulheres no mercado de trabalho, São Paulo, Ed SENAC, 2003, 1re éd., 365 p.
- (pt) H. Hirata, Nova divisão sexual do trabalho? Um olhar voltado para a empresa e a sociedade, São Paulo, Boitempo, 2002, 1re éd., 336 p.
- (es) H. Hirata, D. Kergoat, M.H. Zylberberg-Hocquard, La division sexual del trabajo. Permanencia y câmbio, Buenos Aires / Santiago, Asociacion Trabajo y Sociedad - Centro de Estudios de la Mujer de Chile / Piette del Conicet, 1997, 1re éd., 274 p.
- H. Hirata, D. Senotier, Femmes et partage du travail, Paris, Syros, 1996, 1re éd., 281 p.
- H. Hirata, Autour du modèle japonais, Paris, L'Harmattan, 1992, 1re éd., 303 p.
- (pt) H. Hirata, E. Sader, M. Lowy, S. Castro, Movimento operario brasileiro 1900-1979, Belo Horizonte, Editora Vega, 1980, 1re éd., 111 p.